# Victorie Guilman
Victorie Guilman, née le 25 mars 1996 à Angoulême, est une coureuse cycliste française.

## Biographie
Issue d'une famille adepte de cyclisme, Victorie Guilman s'initie à sa pratique à l'âge de six ans. Sa jeunesse est également marquée par quatorze ans de danse classique. Ayant envisagé de devenir policière ou gendarme, le développement du professionnalisme dans le cyclisme féminin remet en question ce projet. 
Pour la saison 2015, à l'âge de 19 ans, elle devient membre de l'équipe Poitou-Charentes.Futuroscope.86, équipe où elle reste huit ans jusqu'à la saison 2023. 
Victorie Guilman est sélectionnée pour la course en ligne des championnats du monde 2020, où elle se classe 72e. Même si elle a terminé plusieurs fois dans le top 10 de courses UCI, elle doit attendre le 16 avril 2023 pour décrocher sa première victoire lors d'un sprint à deux avec Erica Magnaldi sur le Grand Prix de Chambéry, après avoir terminé deuxième la saison précédente.
Alors qu'elle est sous contrat avec FDJ-Suez jusqu'en fin d'année 2024, elle décide de quitter cette formation en fin d'année 2023 et de rejoindre l'équipe Saint-Michel Auber. Ce changement d'équipe est officialisé en octobre 2023. Au sein de sa nouvelle équipe, elle annonce avoir « plus de responsabilités » et espère participer pour la première fois au Tour de France. Même si elle ne gagne pas de course, cette saison est la meilleure de sa carrière. Deuxième du Région Pays de la Loire Tour, elle décroche trois tops 10 sur des courses World Tour : sixième du Women's Tour Down Under, septième de la Deakin University Elite Women’s Road Race et huitième du Tour de Grande-Bretagne.
Après ses succès, elle décroche un contrat avec l'équipe féminine Cofidis pour la saison 2025.

## Palmarès sur route

### Par année
- 2016
  - 2e du championnat de France sur route espoirs
- 2017
  - 2e du championnat de France sur route espoirs
  - 3e de La Picto-Charentaise
- 2018
  - 2e du Grand Prix Trévé-Le Ménec-Loudéac
- 2019
  - 2e du championnat de France de cyclisme sur route
- 2020
  - 4e du championnat de France de cyclisme sur route
- 2022
  - 2e du Grand Prix de Chambéry
- 2023
  - Coupe de France
  - Grand Prix de Chambéry
- 2024
  - 2e du Région Pays de la Loire Tour
  - 6e du Women's Tour Down Under
  - 7e de la Deakin University Elite Women’s Road Race
  - 8e du Tour de Grande-Bretagne

### Résultats sur les grands tours

#### Tour d'Italie
2 participations
- 2019 : 80e
- 2023 : 21e

#### Tour de France
1 participation
- 2024 : 35e

### Classements mondiaux
| Année                                 | 2015 | 2016 | 2017 | 2018 | 2019 | 2020 | 2021 | 2022 | 2023 | 2024 |
| ------------------------------------- | ---- | ---- | ---- | ---- | ---- | ---- | ---- | ---- | ---- | ---- |
| Classement UCI                        | 287e | nc   | 661e | 620e | 239e | 133e | 202e | 155e | 117e | 81e  |
| UCI World Tour                        |      | nc   | nc   | 256e | 136e | nc   | 128e | 132e | 161e | 51e  |
|                                       |      |      |      |      |      |      |      |      |      |      |
| Légende : nc = non classéSource : UCI |      |      |      |      |      |      |      |      |      |      |